# وولفگانگ شیدل
وولفگانگ شیدل (انگلیسی: Wolfgang Scheidel؛ زادهٔ ۱ مارس ۱۹۴۳) لژسوار اهل آلمان بود.
وی در مسابقات کشوری و بین‌المللی در مجموع برندهٔ ۲ مدال طلا، ۲ مدال نقره، ۲ مدال برنز شده‌است.